# داریو دوسی
داریو دوسی (انگلیسی: Dario Dossi؛ زادهٔ ۲ فوریه ۱۹۷۷) بازیکن فوتبال است.